# تری آلکاک
تری آلکاک (انگلیسی: Terry Allcock؛ ۱۰ دسامبر ۱۹۳۵ – ۱۱ ژوئن ۲۰۲۴) بازیکن فوتبال اهل بریتانیا بود. 
از جمله باشگاه‌هایی که وی در آنها بازی کرده‌است، می‌توان به باشگاه فوتبال نوریچ سیتی و باشگاه فوتبال بولتون واندررز اشاره کرد.
آلکاک در سن ۸۸ سالگی، در ۱۱ ژوئن ۲۰۲۴ درگذشت.